# Махадир бин Мохамад
Маха̀дир бин Моха̀мад (на малайски: Mahathir bin Mohamad; джави: محضير بن محمد) е малайзийски политик и държавник, настоящ министър-председател на страната. Той служи за втори път на този пост, като го заема първоначално в периода 1981 – 2003 г. Политическата му кариера обхваща над 70 години, след като се присъединява към Обединената малайска национална организация (ОМНО) през 1946 г., а впоследствие през 2016 г. основава собствена партия – Parti Pribumi Bersatu Malaysia (PPBM).
На 93-годишна възраст, той е най-възрастният държавен глава в света към днешна дата.

## Ранен живот
Махадир бин Мохамад е роден на 10 юли 1925 г. в Алор Сетар, столицата на щата Кедах в тогавашна Британска Малая. Той е най-малкото от девет деца, чийто баща е Мохамад Бин Искандер от Пенанг, а майка им е Ван Темпаван бинти Ван Ханафи от Кедах. Той не е роден в аристократично, религиозно или политическо семейство. Баща му е директор на училище, а майка му е придворна, но с много далечна връзка с благородничеството. Това е втори брак и за двамата родители.
Мохамад е ученолюбив ученик. Дисциплината, наложена му от бащата му, го мотивират да учи и той не проявява особен интерес в спорта. Тръгва на училище през 1930 г. и учи там две години. Обаче, през 1933 г. печели място в селективно английско средно училище, тъй като владее английско по-добре от тогавашните си съученици. Тъй като училищата затварят по време на японската окупация на Малая през Втората световна война, той започва да работи, първо продавайки кафе, а по-късно писанг горенг (пържени банани) и други закуски. След войната той завършва средното си образование през декември 1946 г. и се записва да учи медицина в колежа Крал Едуард VII в Сингапур (днес Национален университет на Сингапур). Там той се среща с бъдещата си жена, Сити Хасмах Мохамад Али, която също учи медицина. След като завършва, Мохамад работи като лектор в държавна служба, преди да се ожени през 1956 г. Връща се в Алор Сетар на следващата година, за да работи на частна практика. Успехът му като лекар, дължащ се на факта, че е единственият малайски доктор в града, му позволява да си построи голяма къща, да инвестира в различни начинания и да си наеме шофьор за своя Понтиак Каталина. През 1957 г. на двойката им се ражда първото дете, Марина, преди да заченат още три и да осиновят още три през следващите 28 години. Другите деца се казват Мирзан, Мелинда, Мохзани, Мухриз, Майзура и Мазхар.

## Ранна политическа кариера
Махадир бин Мохамад е политически активен след края на японската окупация в Малая, когато се присъединява към протестите срещу даването на гражданство на немалайци по време на кратко съществувалия Малайски съюз. Докато е в колежа той допринася за вестник The Straits Times под псевдонима „C.H.E. Det“ и за студентско списание, в което той бурно поощрява правата на малайците, като например възстановяването на малайския като официален език. Докато работи като лека в Алор Сетар, Мохамад става все по-деен в партията ОМНО, като към първите парламентарни избори през 1959 г. за независима малайска държава той вече е ръководител на партията в щата Кедах. Въпреки значимостта си в партията, Мохамад не се кандидатира за изборите през 1959 г., след като се изключва след несъгласие с тогавашния министър-председател Абдул Рахман. Отношенията между двамата са опетнени, след като Махахтир критикува съгласието на Абдул Рахман за задържането на британските сили в Малая след независимостта. Абдул Рахман не одобрява плановете на Мохамад за въвеждане на минимална образователна квалификация за кандидати за ОМНО. За Махахтир това е от достатъчно значение, за да забави влизането си в националната политика в знак на протест. Забавянето, обаче, не трае много дълго. За изборите през 1964 г. той е избран за федерален парламентарист за Алор Сетар.
Избран в парламента по време на хаотичен политически период, Мохамад, като депутат от задните банки, се въвлича в основния конфликт по това време: бъдещето на Сингапур, с неговото икономически силно китайско население, като част от Малайзия. Той гръмогласно напада доминиращата партия Народно действие в Сингапур за това, че е про-китайска и анти-малайска, и нарича лидера ѝ, Ли Куан Ю, „арогантен“. Сингапур е изключен от Малайзия по време на първата година на Мохамад в парламента. Все пак, Мохамад губи мястото си в изборите през 1969 г., след като е победен от Юсоф Рава от Малайзийската ислямска партия. Мохамад приписва загубата си на китайските избиратели, които свалят доверието си от ОМНО в полза на Ислямската партия. Големите правителствени загуби в изборите са последвани от расови бунтове на 13 май 1969 г., в които стотици хора са убити в сблъсъци между малайци и китайци. Предишната година Мохамад предсказва избухването на расови враждебности. Вече извън правителството, той открито го критикува, изпращайки писмо до Абдул Рахман, в което критикува министър-председателя за това, че се е провалил да поддържа малайските интереси. Писмото, което скоро става публично достояние, призовава Абдул Рахман да подаде оставка. Към края на годината Махахти е изключен от върховния съвет на ОМНО, а след това и от партията.
Докато е в политическата пустош, Махахтир написва първата си книга, Малайската дилема, в която той излага вижданията си за малайската общност. В книгата си той твърди, че трябва да се постига баланс между достатъчната правителствена подкрепа за малайците, така че техните икономически интереси да не се потъпкват от китайците, и излагането на малайците на достатъчна конкуренция, за да може с времето те да се разделят с избягването на тежката работа и да се научат да оценяват истинската стойност на парите и имотите. Книгата продължава критиките на Махахтир към правителството на Абдул Рахман и бързо бива забранена. Забраната е отменена едва когато Махахтир става министър-председател през 1981 г., като преди това е министър и вицепремиер и едновременно автор на забранена книга. Според някои анализатори, безпощадните нападения на Махахтир са основната причина за падането на Абдул Рахман от властта и подаването му на оставка като премиер през 1970 г.

## Министър на образованието
Абдул Рахман подава оставка през 1970 г. и е наследен от Абдул Разак Хусеин. Разак поощрява Мохамад да се върне обратно в партията и го назначава за сенатор през 1973 г. Той се издига бързо в правителството на Разак, завръщайки се във върховния съвет на ОМНО през 1973 г., след което е назначен в Кабинета през 1974 г. като министър на образованието. Освен това той безпроблемно спечелва изборите за представител на Кедах през 1974 г. Едно от първите неща, които прави в качеството си на министър на образованието, е да въведен по-строг правителствен контрол над университетите в Малайзия, въпреки силната опозицията от страна на академичната общност. Също така, ограничава политическите движения в общежитията на университетите, давайки власт на министерството си да дисциплинира студенти и академици, които са политически активни, и правейки стипендиите за студентите зависещи от политическата дейност на студентите.
Когато Разак умира през 1976 г., неговият заместник, Хусеин Он, идва на власт и му се налага да избере вицепремиер на свой ред. Кандидатите са трима, сред които е и Мохамад, но неговите опоненти не са особено препятствие, тъй като единият не се ползва с подкрепата на ОМНО, а другият нито има висше образование, нито владее добре английски. Въпреки това, изборът на Хусеин не е лесен, тъй като не е съюзник с Мохамад, а избирането на Мохамад не би се харесало на Абдул Рахман, който все още е жив и тачен като баща на малайзийската независимост. След шест седмици размисли, Мохамад, за негова изненада, е избран за заместник на Хусеин.
Все пак, Мохамад не е влиятелен заместник министър-председател. Хусеин е внимателен лидер, който отхвърля много от дръзките политически предложения на Мохамад. В края на краищата, когато Хусеин се оттегля от властта през 1981 г. поради здравословни причини, Мохамад го наследява безпрепятствено и с неговата благословия.

## Министър-председател
Махадир бин Мохамад става министър-председател на 16 юли 1981 г., тогава на 56 години. С един от първите си укази той освобождава 21 затворници, сред които журналист и бивш заместник-министър в правителството на Хусеин, за който е подозирано, че е прикрит комунист. За свой заместник назначава близкия си съюзник, Муса Хитам.
Основна негова цел става консолидирането на ръководството на управляващата партия и правителството и подготовката за изборите през 1982 г. След като побеждава на тях (партията печели 132 от 154 места в парламента), той започва да укрепва централизацията на властта в страната, което води до конфликт със султаните в отделните щати. Икономическата му политика се отличава с устременост към приватизация на предприятията в държавния сектор в духа на тачъризма. Приватизирани са авиокомпании, комунални и телекомуникационни компании. Започва се строеж на автомобилна магистрала от границата с Тайланд до Сингапур. Реализиран е проект за строителство на съвременни автомобили (първоначално съвместно с Мицубиши) под марката Proton, като към края на 1980-те години Малайзия вече е голям производител на автомобили в Югоизточна Азия.
На парламентарните избори през 1986 г. оглавяваната от Мохамад партия ОМНО отново печели, получавайки 148 от 177 места в парламента. Освен че продължава същия икономически курс, настъпва и период на потискане на опозицията, в рамките на който са арестувани 119 души. На парламентарните избори през 1990 г. ОМНО си спечелва 127 от 180 места в парламента. След изборите е обявена програмата Визия 2020. В същото време, след дълги и трудни дискусии с премиер-министъра, успява да се постигне премахването на имунитета на ръководителите на щатите (султаните) и членовете на султанските семейства. Техните пълномощия са съкратени, както и финансовата им поддръжка. През 1994 г. са внесени съответните конституционни поправки.
Парламентарните избори през 1995 г. завършват с триумф за ОМНО и Мохамад, като партията получава 162 от 192 места в парламента. Скоро след това започва да се развива проект, аналогичен на Силициевата долина, разположен южно от Куала Лумпур и с площ 15 на 50 km, както и ред други амбициозни проекти, сред които строителството на писта за Формула 1 в Сепанг.
По време на азиатската финансова криза от 1997 г. Малайзия се отказва от строгата парично-фискална политика въпреки препоръките на Международния валутен фонд, включващи и изискване за прекратяване на държавната подкрепа за големи проекти, които са крайъгълният камък на стратегията за развитие на Махадир бин Мохамад. Увеличени са държавните разходи, а курсът на малайзийският рингит е фиксиран спрямо щатския долар. Резултатът посрамва международните и вътрешните критици, както и експертите от Международния валутен фонд. Малайзия се възстановява от кризата по-бързо, отколкото останалите страни в Югоизточна Азия. Това прераства в политически триумф за Мохамад. На изборите през 1999 г. партията му получава 147 от 192 места в парламента, макар САЩ да оказват подкрепа на опозицията.
Реакцията на Мохамад към кризата и неподчинението му спрямо МВФ води до рязко противопоставяне на премиер-министъра с вицепремиера и заместник-ръководител в ОМНО Анвар Ибрахим (настояващ за изпълнение на условията на МВФ). Той е уволнен от всичките си постове и е хвърлен в затвора след обвинения в корупция и содомия. Организацията Амнести Интернешънъл обявява, че Анвар е политически затворник.

## Оставка и министър-председател отново
През 2002 г. на конгрес на ОМНО Мохамад обявява, че ще подаде оставка и обявява Абдула Ахмад Бадави за свой наследник. На 31 октомври 2003 г. подава оставка.
Въпреки това, още през 2006 г. той се опитва да събере около себе си опозицията срещу новия лидер на партийните сили, но безуспешно. На 19 май 2008 г. след изборите, в хода на които ОМНО губят парламентарното мнозинство, Мохамад се опитва да окаже натиск върху министър-председателя Абдула Бадави, принуждавайки го да напусне поста в полза на заместника му Наджиб Тун Разак. Малко след това обявява, че напуска ОМНО. Когато Наджиб Разак заема поста на премиер-министър през 2009 г., Мохамад се завръща в партията.
През 2015 г. започва да призовава оставката на правителството на Разак, като остро го критикува за корупционните скандали. На 7 септември 2016 г. Махадир бин Мохамад, заедно със съмишлениците си (сред които и вицепремиера Мухидин Ясин), основава нова политическа партия – Parti Pribumi Bersatu Malaysia (PPBM). Партията е официално регистрирана след два дни, след което се присъединява към опозиционната коалиция от преимуществено леви и центристки сили Pakatan Harapan.
На 8 януари 2018 г. Мохамад е обявен за кандидат на коалицията за премиер-министър за предстоящите избори през май 2018 г., така че в случай на победа веднага да помилва бившия му съюзник, а след това и непримиримия противник Авар Ибрахим и да прехвърли администрацията на правителството към него. На 10 май 2018 г. Мохамад отново е избран за министър-председател на Малайзия. По това време той е на 92-годишна възраст и е най-старият премиер в историята на страната, както и най-старият текущ държавен глава в света.

## Външна политика
От самото начало на управлението си Мохамад дава приоритет на азиатския модел на развитие. Отдава особено значение на стабилността, икономическия ръст и благосъстоянието над гражданската свобода в западния ѝ смисъл. В същото време провежда публична критика на външната политика на САЩ, макар САЩ да запазват ролята си на главен инвеститор и основен военен партньор на Малайзия. След скъсването на отношенията между Мохамад и Анвар Ибрахим, САЩ официално застават на страната на последния.
По време на войната в Босна и Херцеговина той застава на страната на Босна и остро критикува намесата на НАТО във войната. И до днес той остава важен съюзник за Босна и Херцеговина.
През 2003 г. Махадир бин Мохамад разкритикува войната в Ирак, която започва без санкции от страна на ООН. По време на управлението си той особено критикуват двойните стандарти, ползвани от Западните страни.
Мохамад, също така, е открито антисемит. Той остро осъжда действията на Израел срещу Палестина и мюсюлманите като цяло. Отношенията на Малайзия със Сингапур и Австралия също са обтегнати при управлението на Махадир бин Мохамад.